# Kiselo drvo
 Ovo je glavno značenje pojma Kiselo drvo. Za druga značenja pogledajte Kiselo drvo, Ailanthus altissima.
Kiselo drvo (lat. Oxydendrum ), biljni rod iz porodice vrjesovki čiji je jedini predstavnik listopadno stablo Oxydendrum arboreum, lokalno je poznato pod imenom sourwood, zbog kiselog okusa lista. Ime mu dolazi iz grčke riječi oxys (kiseo) dendron (drvo).
Naraste od 10 do 20 metara visine. Cvijet je bijele boje, cvate od lipnja do srpnja, blagog je mirisa i privlačni pčelama, koje od njega daju cijenjeni med. Rašireno je po istoku i jugoistoku Sjedinjenih Država. Često se sadi kao ukrasno drvo.
- O. arboreum, deblo
- O. arboreum, listovi
- O. arboreum, cvjetovi